# フレンゲリサウルス
フレンゲリサウルス若しくはフレングエリサウルスは、三畳紀後期のアルゼンチンに生息した、原始的な大型獣脚類の恐竜である。大きさは6 mで、この時代では大型の肉食動物の一つだった。名前は「フレングエリ（人名）のトカゲ」を意味する。この恐竜はヘレラサウルスと同一種とする考えもあるが、未だに研究中となっている。